# Sainte-Marie-de-Ré
Pour les articles homonymes, voir Sainte-Marie.
Sainte-Marie-de-Ré est une commune du sud-ouest de la France, située sur l'île de Ré, dans le département de la Charente-Maritime (région Nouvelle-Aquitaine).
Ses habitants sont appelés les Maritais et les Maritaises.
C'est la commune la plus peuplée de toute l'île de Ré.

## Géographie

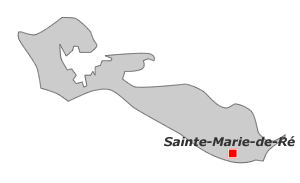
Situation de Sainte-Marie sur l'île de Ré.

Cette petite ville a aggloméré le hameau de la Noue s'étendant sans interruption le long de la côte Sud de l'Île de Ré, de la pointe de Chauveau jusqu'à la plage des Grenettes, face à l'Île d'Oléron. Elle est devenue la commune la plus peuplée de l'Île de Ré.
Sa côte est bordée de plages et de petites falaises, où se découvrent à marée basse les vestiges de nombreuses écluses à poissons. Certaines de ces écluses sont restaurées et entretenues par l'Association de Défense des Écluses à Poissons de l'île de Ré (ADEPIR).
La présence de nombreux blockhaus du Mur de l'Atlantique sur la côte rappelle les sombres heures que la commune a vécues pendant la Seconde Guerre mondiale.

## Urbanisme

### Typologie
Au 1er janvier 2024, Sainte-Marie-de-Ré est catégorisée bourg rural, selon la nouvelle grille communale de densité à 7 niveaux définie par l'Insee en 2022.
Elle appartient à l'unité urbaine de Sainte-Marie-de-Ré, une unité urbaine monocommunale constituant une ville isolée,. Par ailleurs la commune fait partie de l'aire d'attraction de La Rochelle, dont elle est une commune de la couronne,. Cette aire, qui regroupe 72 communes, est catégorisée dans les aires de 200 000 à moins de 700 000 habitants,.
La commune, bordée par l'océan Atlantique, est également une commune littorale au sens de la loi du 3 janvier 1986, dite loi littoral. Des dispositions spécifiques d’urbanisme s’y appliquent dès lors afin de préserver les espaces naturels, les sites, les paysages et l’équilibre écologique du littoral, tel le principe d'inconstructibilité, en dehors des espaces urbanisés, sur la bande littorale des 100 mètres, ou plus si le plan local d’urbanisme le prévoit.

### Occupation des sols
L'occupation des sols de la commune, telle qu'elle ressort de la base de données européenne d’occupation biophysique des sols Corine Land Cover (CLC), est marquée par l'importance des territoires agricoles (65 % en 2018), en diminution par rapport à 1990 (70,8 %). La répartition détaillée en 2018 est la suivante : 
cultures permanentes (60 %), zones urbanisées (28,8 %), forêts (4,4 %), zones agricoles hétérogènes (3,8 %), espaces ouverts, sans ou avec peu de végétation (1,4 %), prairies (1,2 %), zones humides côtières (0,4 %). L'évolution de l’occupation des sols de la commune et de ses infrastructures peut être observée sur les différentes représentations cartographiques du territoire : la carte de Cassini (XVIIIe siècle), la carte d'état-major (1820-1866) et les cartes ou photos aériennes de l'IGN pour la période actuelle (1950 à aujourd'hui).

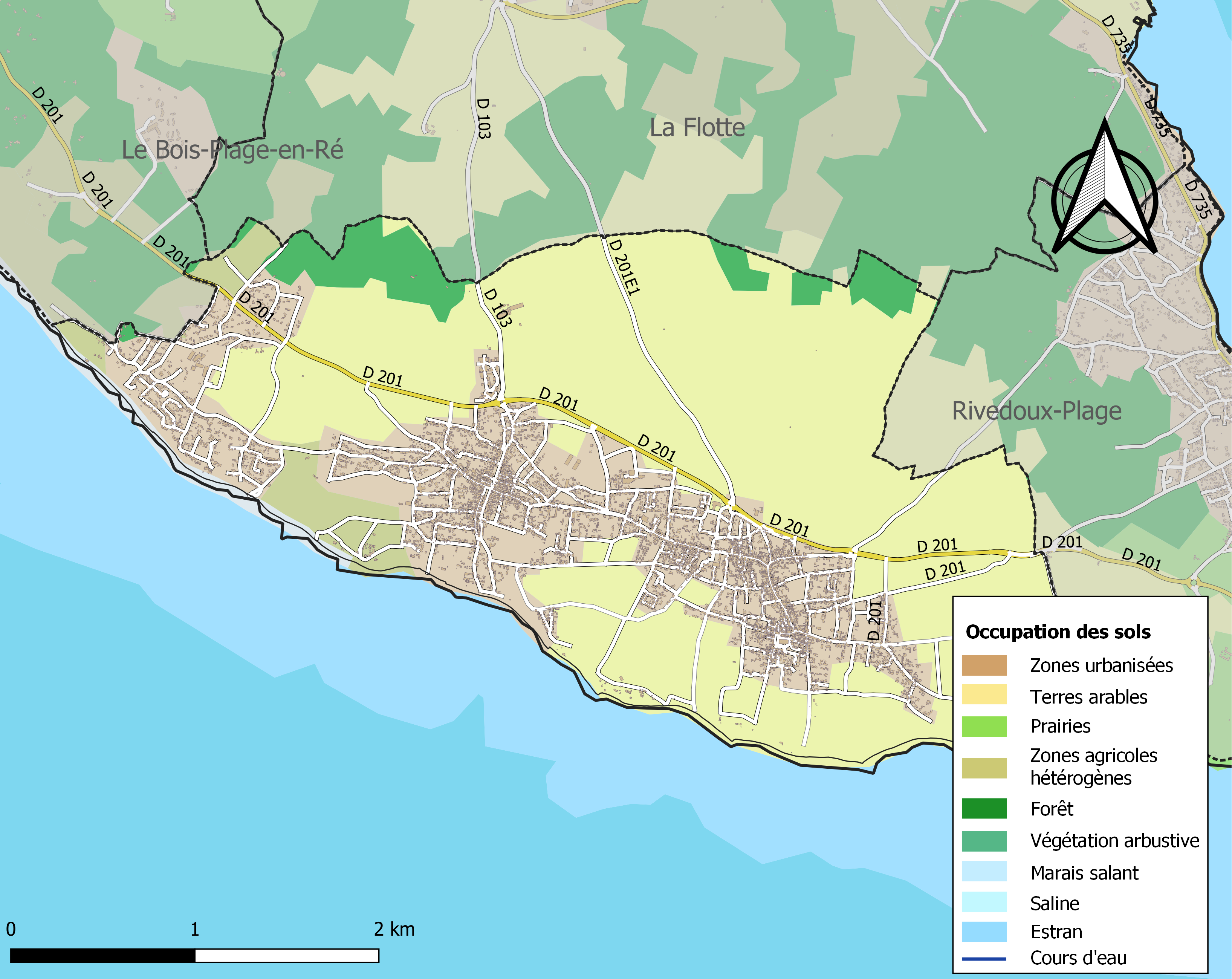
Carte des infrastructures et de l'occupation des sols de la commune en 2018 (CLC).

### Risques majeurs
Le territoire de la commune de Sainte-Marie-de-Ré est vulnérable à différents aléas naturels : météorologiques (tempête, orage, neige, grand froid, canicule ou sécheresse), inondations, feux de forêts et séisme (sismicité modérée). Il est également exposé à un risque technologique, le transport de matières dangereuses. Un site publié par le BRGM permet d'évaluer simplement et rapidement les risques d'un bien localisé soit par son adresse soit par le numéro de sa parcelle.

#### Risques naturels
La commune fait partie du territoire à risques importants d'inondation (TRI) de La Rochelle-Île de Ré, regroupant 21 communes concernées par un risque de submersion marine de la zone côtière, un des 21 TRI qui ont été arrêtés fin 2012 sur le bassin Loire-Bretagne et confirmé en 2018 lors du second cycle de la Directive inondation. Les submersions marines les plus marquantes des XXe et XXIe siècles antérieures à 2019 sont celles liées à la tempête du 9 février 1924, à la tempête du 15 février 1957, aux tempêtes Lothar et Martin des 26 et 27 décembre 1999 et à la tempête Xynthia des 27 et 28 février 2010. Cette tempête a eu pour conséquence l’instauration de zones de solidarité, où les parcelles considérées comme trop dangereuses pour y maintenir des maisons pouvaient à terme être expropriées (Loix, La Flotte, Nieul-sur-Mer, La Rochelle,…). Des cartes des surfaces inondables ont été établies pour trois scénarios : fréquent (crue de temps de retour de 10 ans à 30 ans), moyen (temps de retour de 100 ans à 300 ans) et extrême (temps de retour de l'ordre de 1 000 ans, qui met en défaut tout système de protection),. La commune a été reconnue en état de catastrophe naturelle au titre des dommages causés par les inondations et coulées de boue survenues en 1982, 1999 et 2010,.
Sainte-Marie-de-Ré est exposée au risque de feu de forêt, un massif classé à risque dans le plan départemental de protection des forêts contre les incendies (PDPFCI), élaboré pour la période 2017-2026 et qui fait suite à un plan 2007-2016. Les mesures individuelles de prévention contre les incendies sont précisées par divers arrêtés préfectoraux et s’appliquent dans les zones exposées aux incendies de forêt et à moins de 200 mètres de celles-ci. L’article L.131-1 du code forestier et l’arrêté du 2 décembre 2020 règlementent l'emploi du feu en interdisant notamment d’apporter du feu, de fumer et de jeter des mégots de cigarette dans les espaces sensibles et sur les voies qui les traversent sous peine de sanctions. Un autre arrêté du 2 décembre 2020 rend le débroussaillement obligatoire, incombant au propriétaire ou ayant droit,,,.
Par ailleurs, afin de mieux appréhender le risque d’affaissement de terrain, l'inventaire national des cavités souterraines permet de localiser celles situées sur la commune.
Concernant les mouvements de terrains, la commune a été reconnue en état de catastrophe naturelle au titre des dommages causés par des mouvements de terrain en 1999 et 2010.

#### Risques technologiques
Le risque de transport de matières dangereuses sur la commune est lié à sa traversée par une ou des infrastructures routières ou ferroviaires importantes ou la présence d'une canalisation de transport d'hydrocarbures. Un accident se produisant sur de telles infrastructures est susceptible d’avoir des effets graves sur les biens, les personnes ou l'environnement, selon la nature du matériau transporté. Des dispositions d’urbanisme peuvent être préconisées en conséquence.

## Toponymie
Le nom de la commune provient de la Vierge Marie, à qui la paroisse avait été dédiée.
Pendant la Révolution, la commune portait le nom de L’Union.
Le 27 décembre 1888, la commune de Sainte Marie prend le nom de Sainte Marie de Ré .

## Histoire
En 1928 en association avec la commune de La Flotte, Sainte-Marie-de-Ré donne une partie de son territoire pour former la commune de Rivedoux-Plage.

## Politique et administration

### Liste des maires

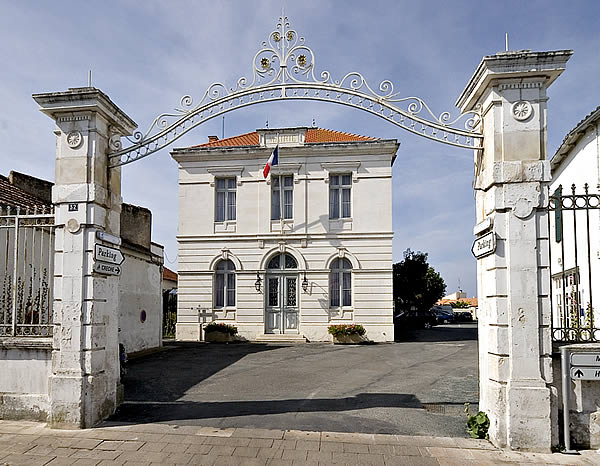
La mairie de Sainte-Marie-de-Ré.

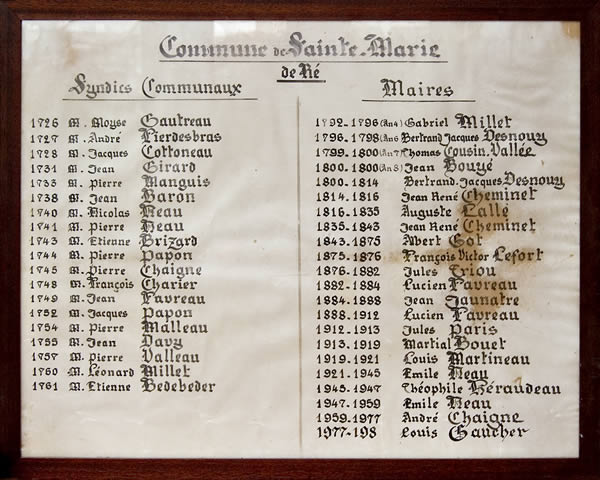
Tableau des maires.

| Période | Période | Identité                 | Étiquette | Qualité |
| ------- | ------- | ------------------------ | --------- | ------- |
| 1792    | 1796    | Gabriel Millet           |           |         |
| 1796    | 1798    | Bertrand Jacques Desnouy |           |         |
| 1798    | 1800    | Thomas Cousin-Vallée     |           |         |
| 1800    | 1800    | Jean Bouyé               |           |         |
| 1800    | 1814    | Bertrand Jacques Desnouy |           |         |
| 1814    | 1816    | Jean René Cheminet       |           |         |
| 1816    | 1835    | Auguste Lallé            |           |         |
| 1835    | 1843    | Jean René Cheminet       |           |         |
| 1843    | 1875    | Albert Got               |           |         |
| 1875    | 1876    | François Victor Lefort   |           |         |
| 1876    | 1882    | Jules Triou              |           |         |
| 1882    | 1884    | Lucien Favreau           |           |         |
| 1884    | 1888    | Jean Jaunatre            |           |         |
| 1888    | 1912    | Lucien Favreau           |           |         |
| 1912    | 1913    | Jules Paris              |           |         |
| 1913    | 1919    | Martial Bouet            |           |         |
| 1919    | 1921    | Louis Martineau          |           |         |
| 1921    | 1945    | Emile Neau               |           |         |
| 1945    | 1947    | Théophile Héraudeau      |           |         |

| Période | Période  | Identité        | Étiquette | Qualité                                |
| ------- | -------- | --------------- | --------- | -------------------------------------- |
| 1947    | 1959     | Emile Neau      |           |                                        |
| 1959    | 1977     | André Chaigne   | DVD       |                                        |
| 1977    | 1989     | Louis Gaucher   | PS        |                                        |
| 1989    | 1995     | Paul Chaigne    | DVD       |                                        |
| 1995    | 2008     | Jacques Boucard | PS        |                                        |
| 2008    | en cours | Gisèle Vergnon  | DVD       | Conseillère départementale (2015-2021) |

#### Démographie
- Habitants de Sainte-Marie-de-Ré : Maritais, Maritaises.
- Habitants de La Noue : Nouais, Nouaises.

### Évolution démographique
L'évolution du nombre d'habitants est connue à travers les recensements de la population effectués dans la commune depuis 1793. Pour les communes de moins de 10 000 habitants, une enquête de recensement portant sur toute la population est réalisée tous les cinq ans, les populations de référence des années intermédiaires étant quant à elles estimées par interpolation ou extrapolation. Pour la commune, le premier recensement exhaustif entrant dans le cadre du nouveau dispositif a été réalisé en 2007.

En 2022, la commune comptait 3 392 habitants, en évolution de +0,56 % par rapport à 2016 (Charente-Maritime : +4,04 %, France hors Mayotte : +2,11 %).
| 1793  | 1800  | 1806  | 1821  | 1831  | 1836  | 1841  | 1846  | 1851  |
| ----- | ----- | ----- | ----- | ----- | ----- | ----- | ----- | ----- |
| 3 300 | 2 035 | 1 966 | 2 165 | 2 556 | 2 515 | 2 573 | 2 579 | 2 544 |

| 1856  | 1861  | 1866  | 1872  | 1876  | 1881  | 1886  | 1891  | 1896  |
| ----- | ----- | ----- | ----- | ----- | ----- | ----- | ----- | ----- |
| 2 501 | 2 647 | 2 703 | 2 518 | 2 556 | 2 541 | 2 574 | 2 608 | 2 608 |

| 1901  | 1906  | 1911  | 1921  | 1926  | 1931  | 1936  | 1946  | 1954  |
| ----- | ----- | ----- | ----- | ----- | ----- | ----- | ----- | ----- |
| 2 574 | 2 382 | 2 236 | 1 920 | 1 902 | 1 310 | 1 214 | 1 047 | 1 232 |

| 1962  | 1968  | 1975  | 1982  | 1990  | 1999  | 2006  | 2007  | 2012  |
| ----- | ----- | ----- | ----- | ----- | ----- | ----- | ----- | ----- |
| 1 178 | 1 195 | 1 165 | 1 317 | 1 806 | 2 655 | 3 027 | 3 082 | 3 283 |

| 2017  | 2022  | - | - | - | - | - | - | - |
| ----- | ----- | - | - | - | - | - | - | - |
| 3 366 | 3 392 | - | - | - | - | - | - | - |

En 2007, la commune de Sainte-Marie-de-Ré a dépassé le chiffre des 3 000 habitants, elle s'affirme comme étant la commune la plus peuplée de toute l'île de Ré.

## Économie
- Agriculture : vignes, asperges, pommes de terre.
- Tourisme.
- Thalassothérapie. Le centre de thalassothérapie situé sur le bord de mer au sud-est de Sainte-Marie, a été agrandi en 2004 et est doté d'une piscine d'eau de mer.

Commerces

## Lieux et monuments

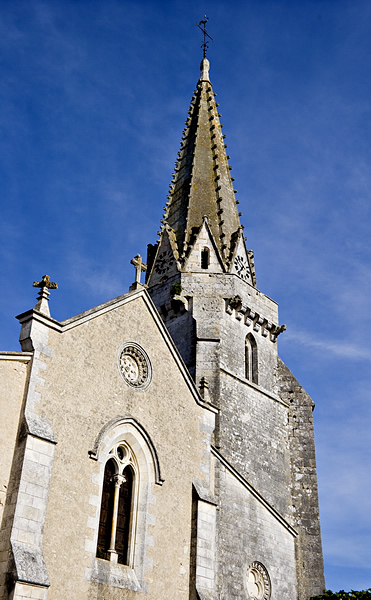
Église de Sainte-Marie-de-Ré.

### Patrimoine religieux
- L' église Notre-Dame-de-l'Assomption est une église paroissiale fortifiée. La paroisse existait à la fin du XIIe siècle. En 1467, l'église était fortifiée et entourée d'un fossé[29]. Son clocher, qui date du XVe siècle, autrefois peint en noir, servait d'amer. La plate-forme de ce clocher est dotée d'un parapet sur corbeaux formant des mâchicoulis qui ont été obturés lors des restaurations et même en partie de reconstruction au XIXe siècle[30].

Dans l'église Notre-Dame-de-l'Assomption des ex-voto sous forme de maquettes de bateaux sont exposés.
- La chapelle Saint-Sauveur à La Noue
- La chapelle Port-Notre-Dame

### Patrimoine civil
- L'ANCRE Maritaise, musée de la pêche à pied et des écluses.
- Monument aux morts, guerres 14/18 et 39/45, canons.
- Monument « La Connaissance », œuvre du sculpteur Mélanie Quentin installée en 2006 devant la médiathèque de la Pléiade.
- La maison du Meunier
- La Souillarde

#### Galerie

Notre-Dame-de-l'Assomption
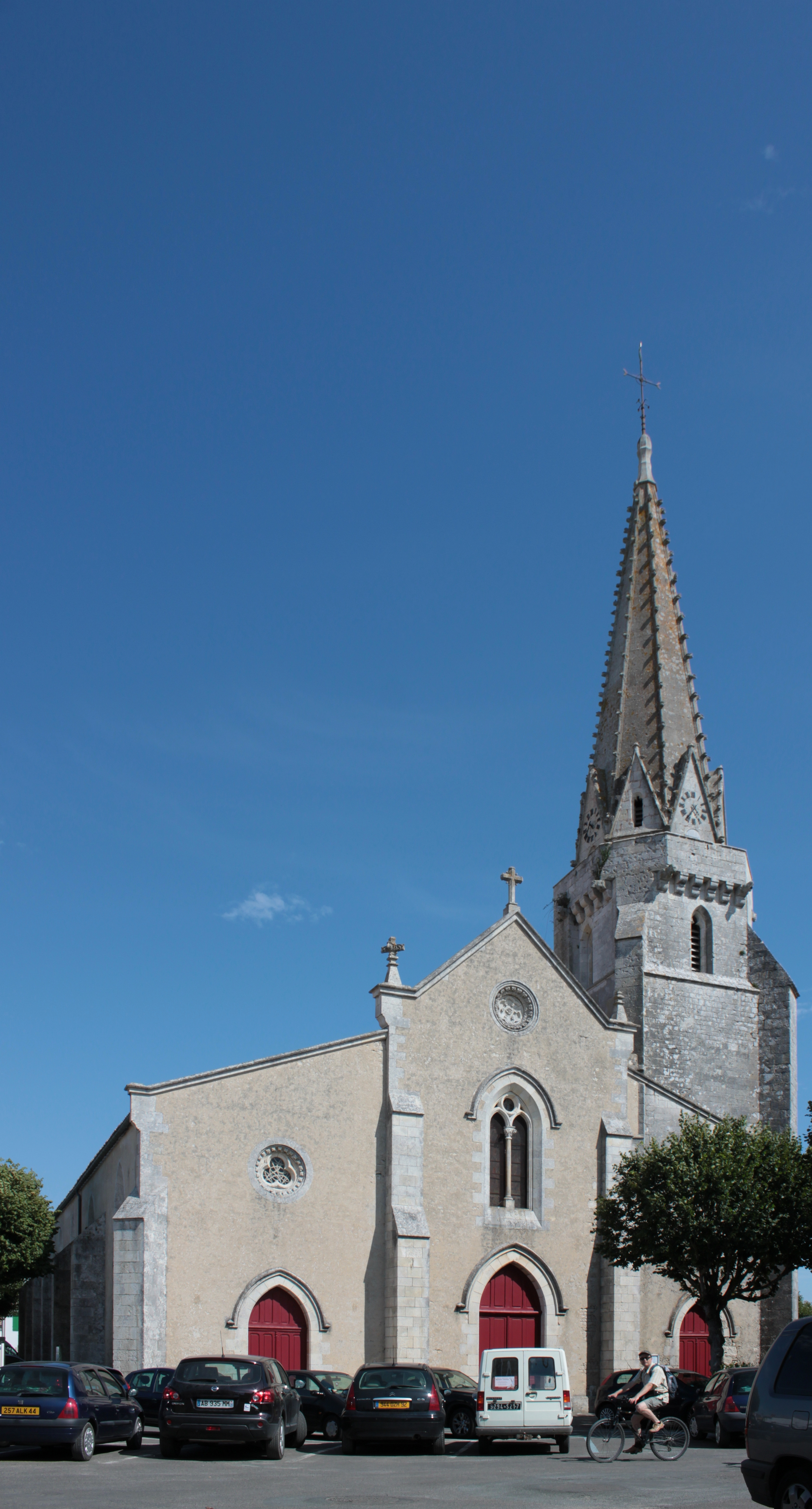
Notre-Dame-de-l'Assomption.
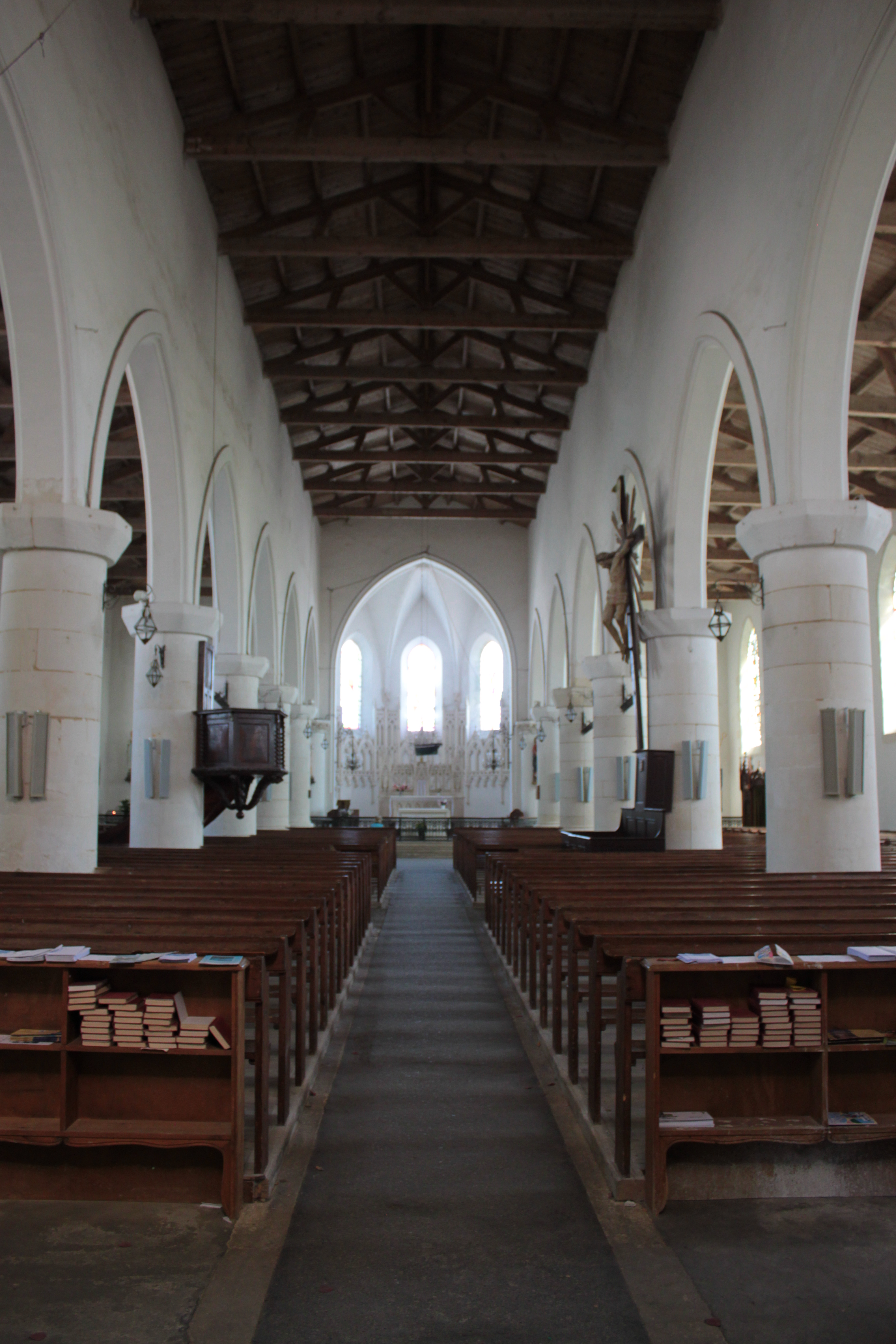
Nef.
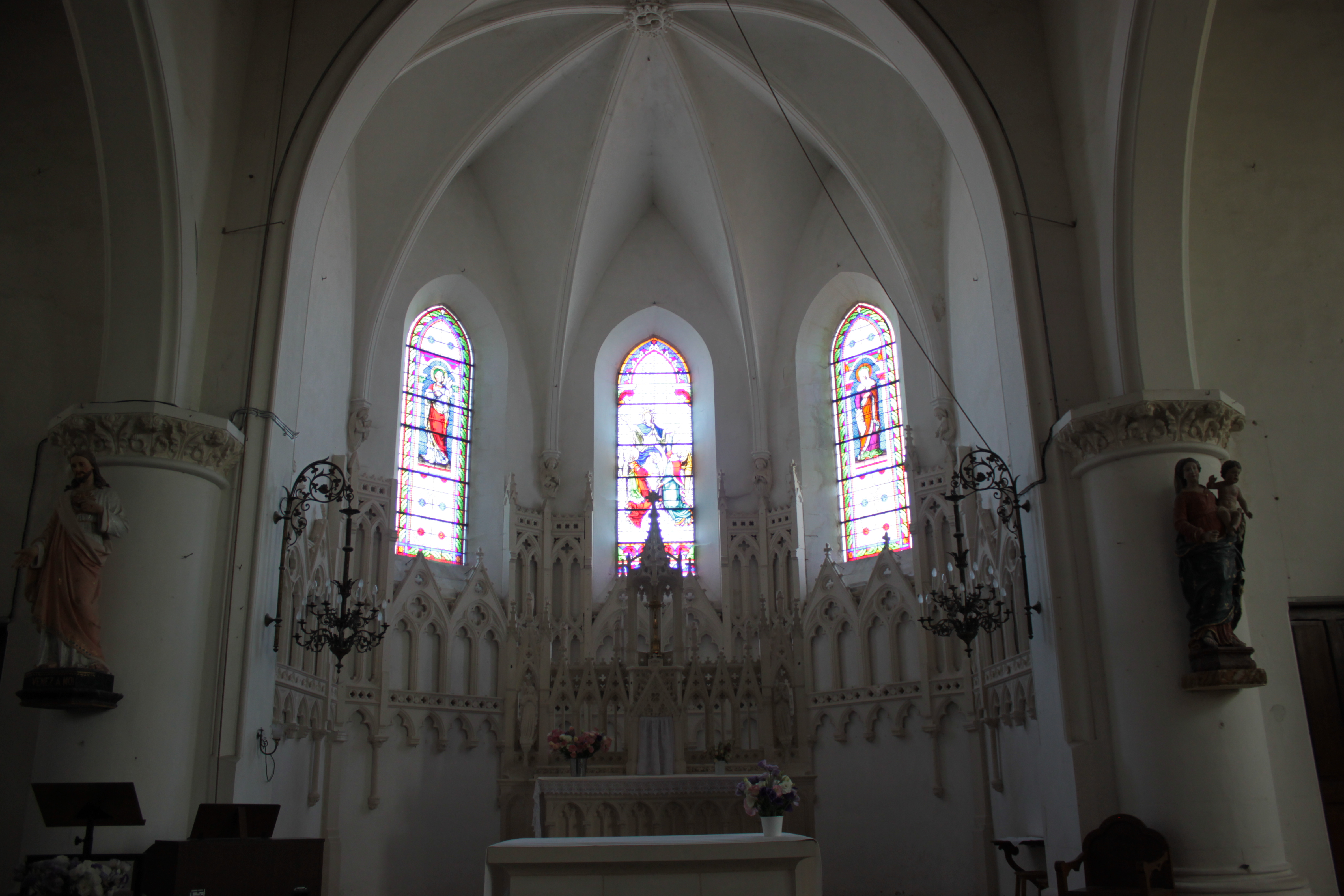
Maître-autel.
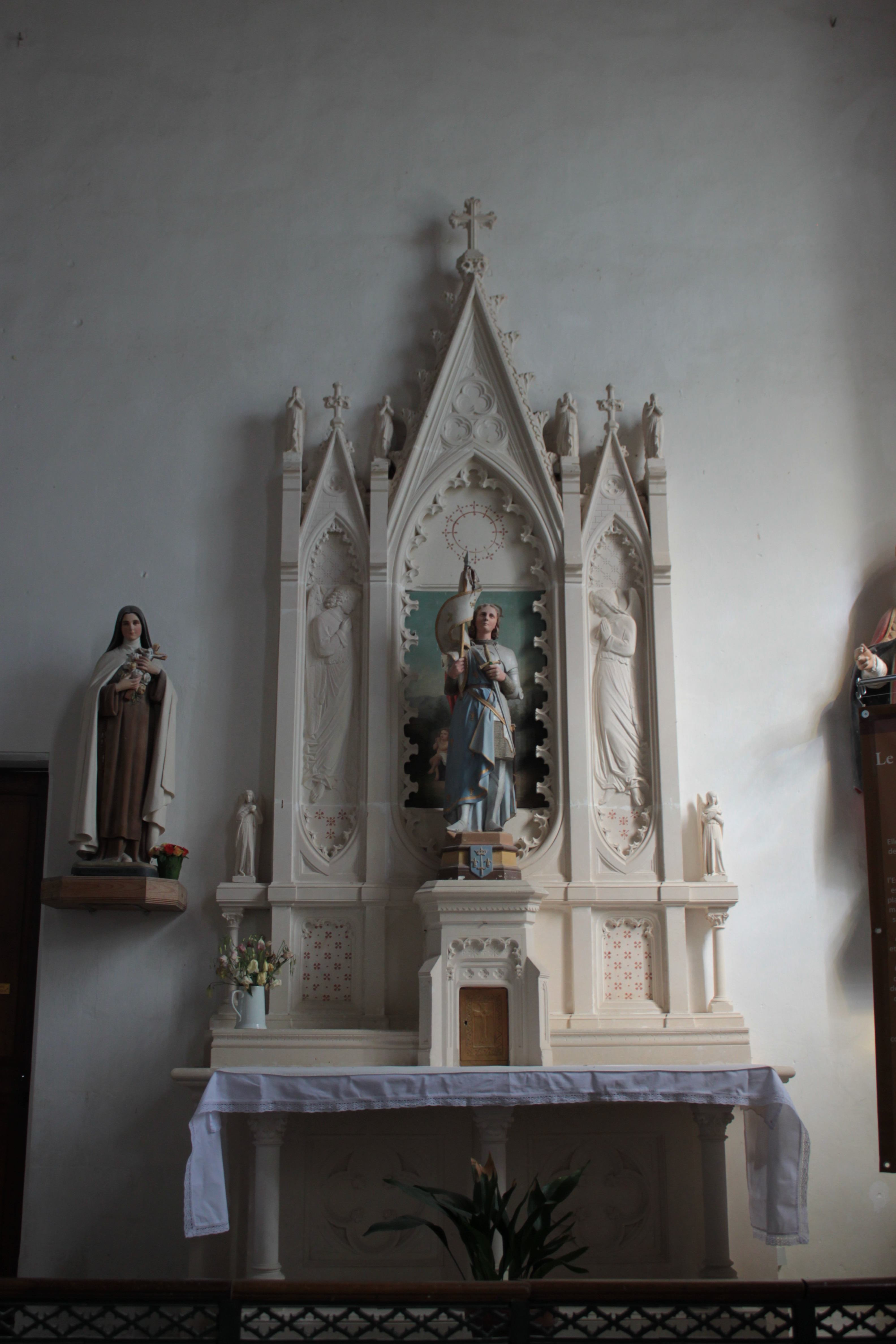
Autel Jehanne-d'Arc.
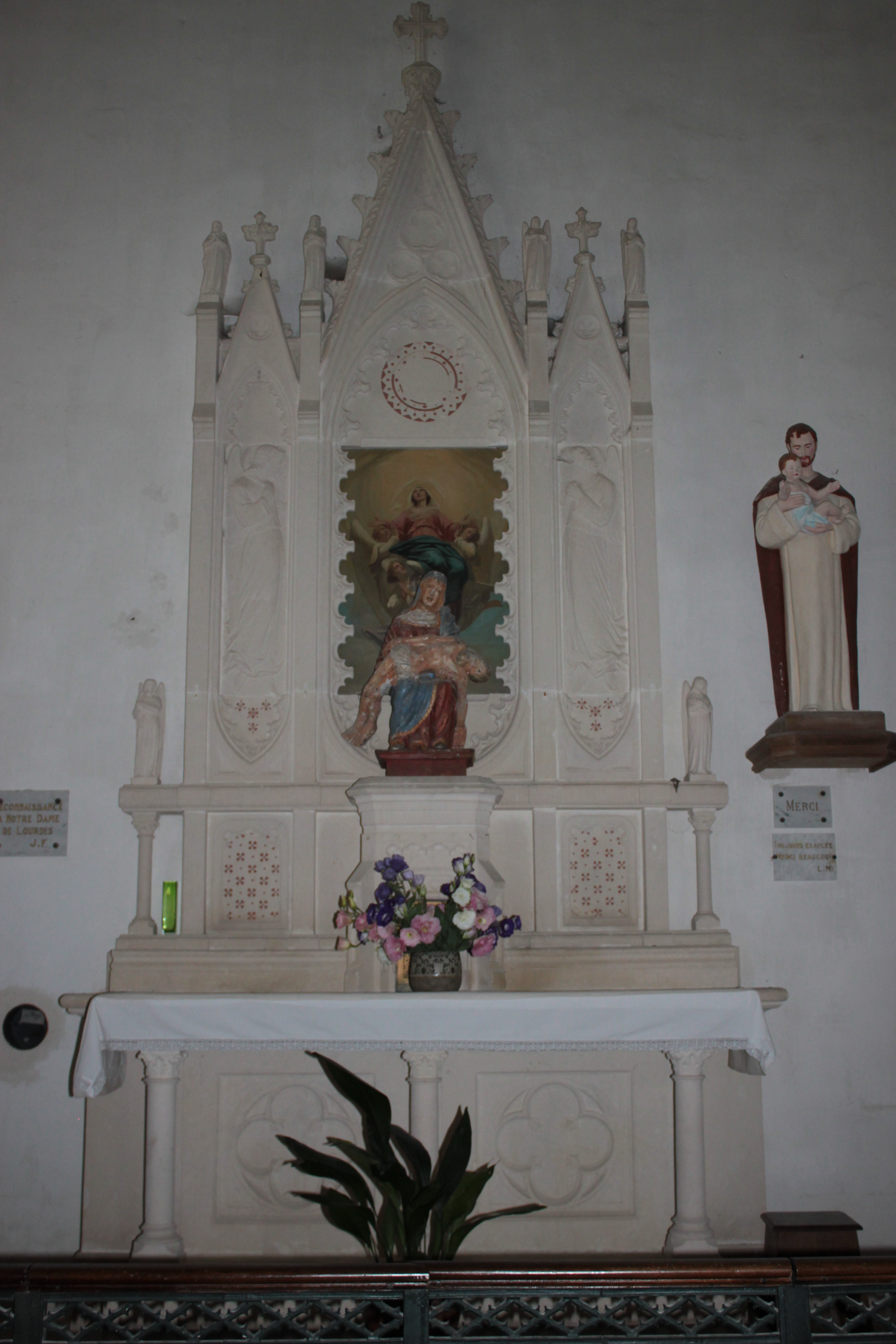
Autel de la Pietà.
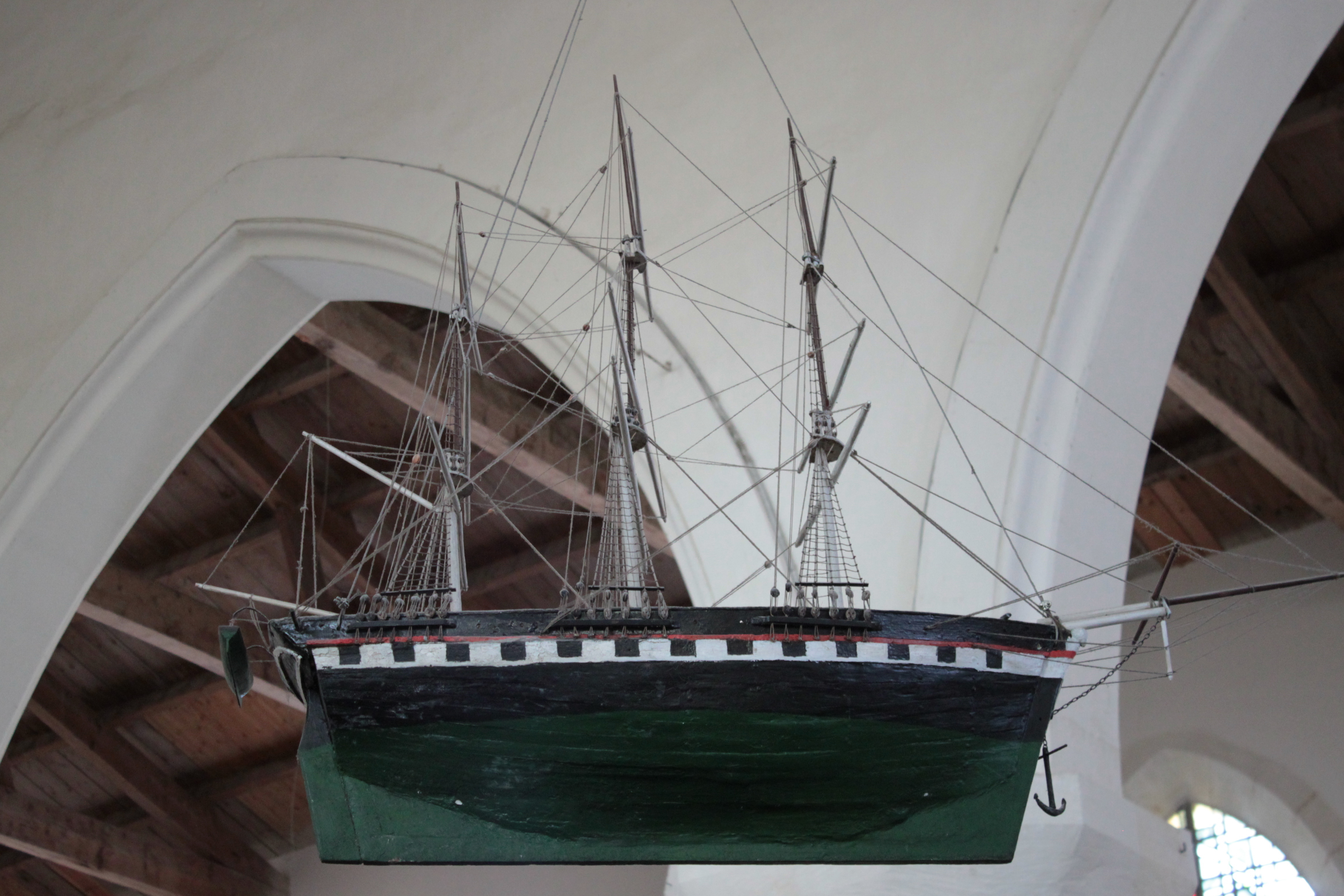
Ex-voto.
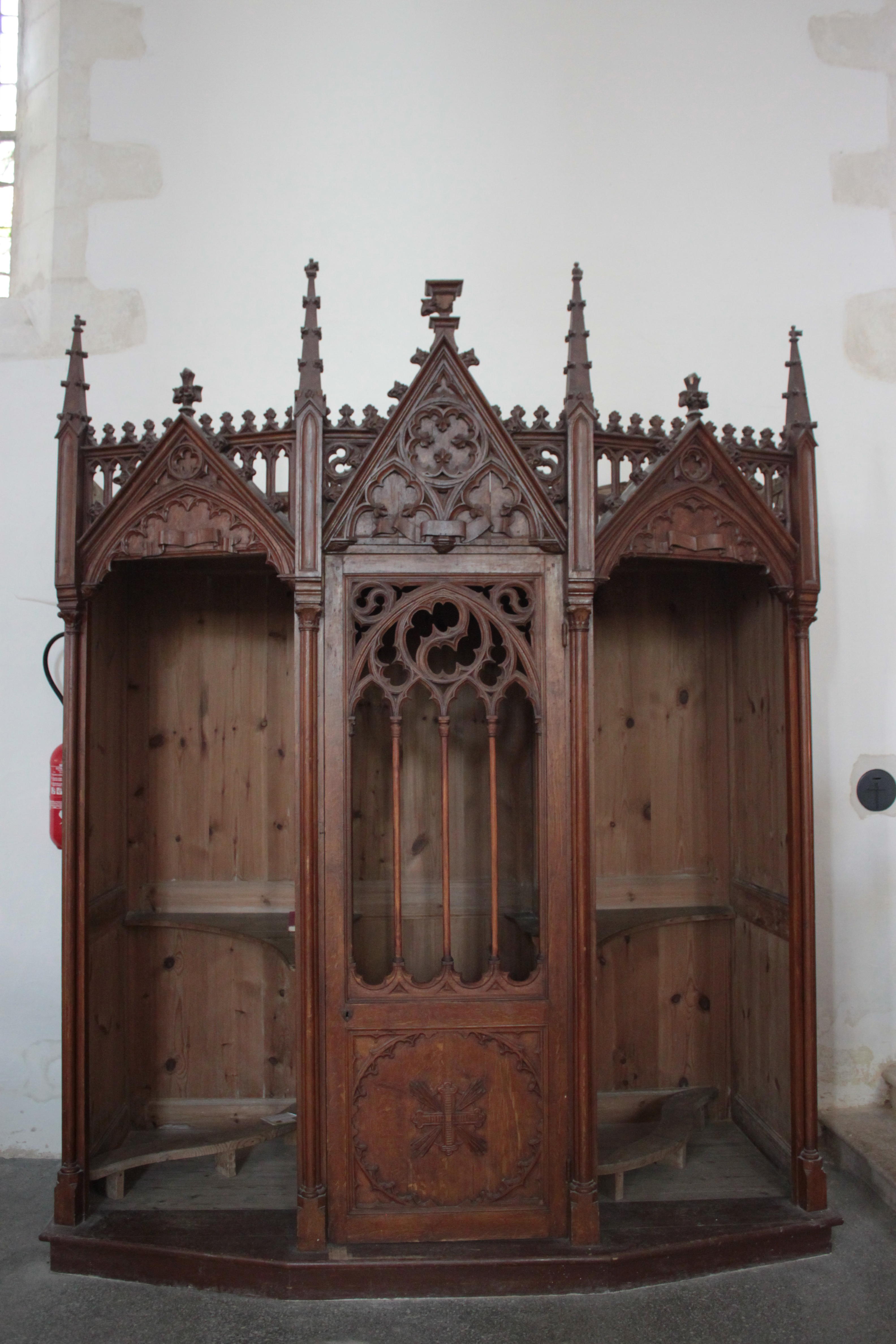
Confessionnal.

### Patrimoine environnemental

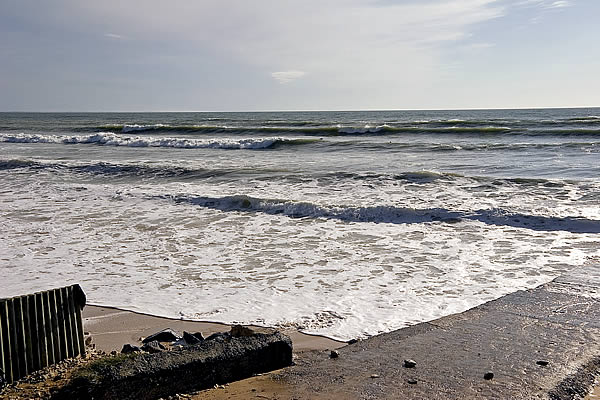
Les Grenettes.

- Spot de Surf : Les Grenettes, cet endroit est situé à l'ouest de la commune à la limite du Bois-Plage.

## Personnalités liées à la commune

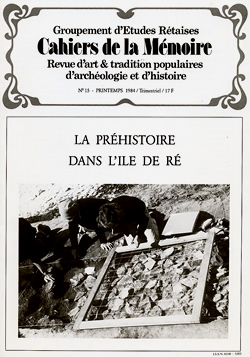
Les Cahiers de la Mémoire.

- Jacques Boucard, maire, historien et rédacteur des Cahiers de la Mémoire revue d'art et tradition populaires d'archéologie et d'histoire.
- Allain Bougrain-Dubourg, journaliste, producteur et réalisateur de télévision ;
- Thierry Girard, photographe français, lauréat du prix Niépce en 1984 ;

## Jumelages
- Philippsburg (Allemagne)